# 小行星3037
小行星3037（3037 Alku）是一颗绕太阳运转的小行星，为主小行星带小行星。该小行星于1944年1月17日发现。
該小行星以發現者爾約·維薩拉童年時由他的父親建造的船「開始號」命名。

## 轨道参数
小行星3037的轨道半长轴为2.6764814 UA，离心率为0.188。